# Східний Варіант
Східний Варіант — українське локальне онлайн-видання про життя Донецької та Луганської областей.
У фокусі видання — висвітлювати актуальні події Донецької та Луганської областей, розкривати проблеми на тимчасово окупованій території, пояснювати процеси реінтеграції. розповідати про корисні рішення для сходу України та регіональні бізнес-історії.

## Історія
Газета “Східний Варіант” почала виходити у друкованому варіанті в листопаді 2008 року.
У листопаді 2009 року з’явився інтернет-варіант видання.
У 2014 році сайт тимчасово зупинив свою роботу.
У березні 2019 року журналіст Денис Казанський відновив діяльність інтернет-видання.
З 2020 року видання належить громадській організації “Наш Дім – Слов'янськ” (з вересня 2022 року — “Східний Варіант”).
Під час сьомого “Донбас Медіа Форуму” “Східний Варіант” визначили важливим рушієм змін медіаландшафту сходу України.
У 2022 році "Східний Варіант" став переможцем конкурсу "Честь професії-2022". Фільм "Шахти. Невидимий фронт Донбасу" отримав спецприз "Найкраща аналітика в локальному медіа".
Головна редакторка “Східного Варіанта” — Анастасія Руденко.

## Рейтинги
- 2010 — ТОП-25 сайтів регіону в категорії “ЗМІ та періодика”, рейтинг Bigmir.